# Да се будя с теб
„Да се будя с теб“ (на испански: Despertar contigo) е мексиканска теленовела от 2016 г., режисирана от Елой Гануса и Луис Пардо и продуцирана от Педро Дамян за Телевиса. Адаптация е на колумбийската теленовела Pobre Pablo от 2000 г., създадена от Хуан Карлос Перес и Адриана Суарес.
В главните роли са Даниел Аренас и Ела Велден, неин дебют в главна роля, а в отрицателните - Сара Коралес и Гонсало Пеня.

## Сюжет
Пабло Ерминио Леал е мъж, отдаден на работата си, като защитава тези, които са изложени на риск. Своята героичност е наследил от дядо си, Силвестре, пенсиониран пожарникар, и баща си, Ерминио Леал, пожарникар, загинал при изпълнение на дълга си. След смъртта на баща му, Тулия, майката на Пабло, забранява на Пабло да следва стъпките на баща му, но Пабло иска да е полезен на обществото, така той решава да стане бодигард.
Пабло изпълнява своите задължения с професионализъм и отговорност, защото работата му е основният източник на доходи в семейството. От 5 години Пабло е годеник на Синди. Тя иска де се омъжи за него, въпреки че и двамата знаят, че чувствата им са охладняли, за да наследи бизнеса на баща си.
Мая Алкала е млада, красива, интелигентна, изискана и чаровна жена, прекарала целия си живот в лукс и богатство. Започва да работи в болница, след семейна трагедия, която е белязала живота ѝ. Изпитва голяма чувствителност към хора, които се нуждаят от грижи и подкрепа, особено към децата. Мая, обаче, остава неразбрана от баща си, Отон, който винаги е искал син, който да наследи семейния бизнес. Отон възнамерява да омъжи Мая за Федерико, син на мексикански политик, който е скрил от семейството си, че е в несъстоятелност.

## Актьори
- Даниел Аренас – Пабло Ерминио Леал Вентура
- Ела Велден – Мая Алкала Гонсалес
- Сара Коралес – Синди Рейна
- Гонсало Пеня – Федерико Вийегас
- Енок Леано – Отон Алкала
- Аура Кристина Гейтнер – АНтония Сантамария
- Кристиан Чавес – Кристиан Леал
- Маркус Орнелас – Нестор
- Стефания Виляреал – Фрида Диас де ла Вега
- Алехандро Калва – Рафаел Рейна
- Мара Куевас – Кармен Гонсалес де Алкала
- Ана Сиокчети – Синтия
- Летисия Уихара – Тулия Вентура
- Родриго Мурай – Елихио Вайехо
- Армандо Силвестре – Силвестре Леал
- Малума - себе си
- Даниел Товар
- Алекс Стрекси

## Премиера
Премиерата на Да се будя с теб е на 8 август 2016 г. по Canal de las Estrellas. Последният 121. епизод е излъчен на 22 януари 2017 г.

## Адаптации
- Да се будя с теб е адаптация на колумбийската теленовела Pobre Pablo от 2000 г., продуцирана за RCN Television, с участието на Роберто Кано и Каролина Асеведо.